# Rossutl
Rossutl (en rus: Росутль) és un poble del Daguestan, a Rússia, que en el cens del 2010 tenia 80 habitants. Pertany al districte rural de Gunib.